# 김찬경
김찬경(1956년 12월 31일 ~ )은 대한민국의 전직 금융인이다.

## 생애
미래저축은행 회장을 역임한 바 있다. 금융 관련 범죄인이다.  김찬경은 1999년 제주도에 본점을 둔 미래저축은행을 인수한 뒤 업계 10위권의 은행으로 키워 주목을 받다.

## 경력
- 2002년 미래상호저축은행 대표이사 사장

## 사건 · 사고 및 논란

### 서울대학교 법과대학생 행세
군복무를 마친 후 서울대학교 법과대학 강의에도 참석하고 각종 서클 모임에도 나왔다고 한다. 특히 서울대학교 법과대학 복학생 모임인 법우회에서 대표로까지 활약했다. 군대에서도 서울대학교 법과대학을 다니다가 입대한 것으로 행세했다.
윤석열과 같이 학교생활을 하였으며박진석, 정유진. “몽둥이 들고 “찬경이형 찾아!” 그 절친이 ‘변호사 尹’ 만들다”. 《중앙일보》. 2025년 7월 14일에 확인함. 
, 서울대학교 법과대학 한 교수의 주례로 결혼식까지 올렸다. 당시 결혼 피로연에는 서울대학교 법과대학 재학생들도 참석했다고 한다. 이후 김찬경이 가짜 서울대생이라는 사실이 밝혀지자 김찬경의 결혼식 당시 주례를 담당했던 교수는 너무 분노한 나머지 두 번 다시는 그 어느 누구의 주례도 하지 않겠다고 했다.
서울신문 1983년 2월 17일자 기사에 따르면 1979년부터 4년간 서울대학교 법과대학 학생으로 행세를 하다가 졸업앨범을 만드는 과정에서 가짜임이 들통난 바 있다. 서울대학교 측이 사진 밑에 학번과 성명을 기입하기 위해 학적을 확인하던 중 그가 가짜 대학생임을 알아낸 것이다. 그의 나이 27살 때였다. 실제 학력은 검정고시 출신인 것은 맞지만 서울대학교 법과대학을 졸업한 게 아니라 2년제의 신구대학 경영학과를 졸업했다.

### 인수 합병
그 이후 김찬경은 도주했으며 1999년 현재 미래저축은행의 전신인 대기상호신용금고를 인수하여 금융인으로 변신했다. 이때 '수지 김 사건'의 장본인 윤태식 당시 패스 21 대표를 회장으로 추대했다. 미래저축은행은 제주도에 본사를 두고 서울과 충청남도 위주로 지점을 개설하여 공격적으로 투자 유치를 했다

### 밀항 시도
2012년 5월 5일 영업 정지된 미래저축은행 김찬경 회장이 회삿돈 200억 원을 미리 빼내 중국으로 밀항하려다 경기도 화성시 서신면 궁평항에서 해양경찰에 체포됐다.
하루 뒤인 5월 6일 신응호 금융감독원 부원장보는 "대차대조표(BS)를 파악한 결과 김 회장이 우리은행 수시입출금계좌(MMDA)에 넣어둔 미래저축은행 예금 200억 원을 5월 3일 인출한 사실을 확인했다"며 "(김 회장이 돈을 빼낸) 다음날 대규모로 예금인출이 이뤄진 것을 파악한 파견감독관이 김 회장과 경영진 등의 동태를 파악하는 과정에서 (이 같은 사실을) 확인할 수 있었다"고 말했다.
김찬경의 예금 인출은 5월 3일 업무가 마감된 후에 이뤄진 것으로, 마감 이후 거래 내역은 다음날 BS에 나타나는 만큼 금감원은 5월 4일 이 같은 사실을 파악할 수 있었다.
해양경찰청으로부터 사건을 넘겨받은 대검찰청 중앙수사부 저축은행비리합동수사단은 김 회장이 금융당국으로부터 5월 5일 오전 8시 영업정지 이전에 의견을 소명하는 저축은행경영평가위원회에 참석하라는 통보를 받고 도피를 시도한 것으로 보고 있다.
그 뒤 2013년 1월 25일, 징역 9년이 선고됐다. 그러나 2013년 12월 27일 항소심에서는 징역 8년으로 감형됐다.

## 같이 보기
- 2011년 상호저축은행 영업정지
- 신용불량자
- 금융감독위원회